# Mk. 6 (Helm)

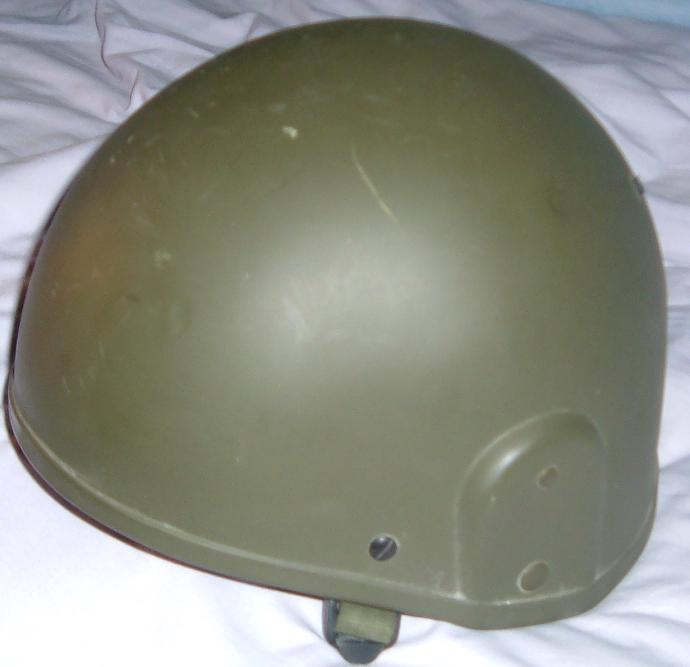
Ein Helm Mk. 6 ohne Tarnüberzug

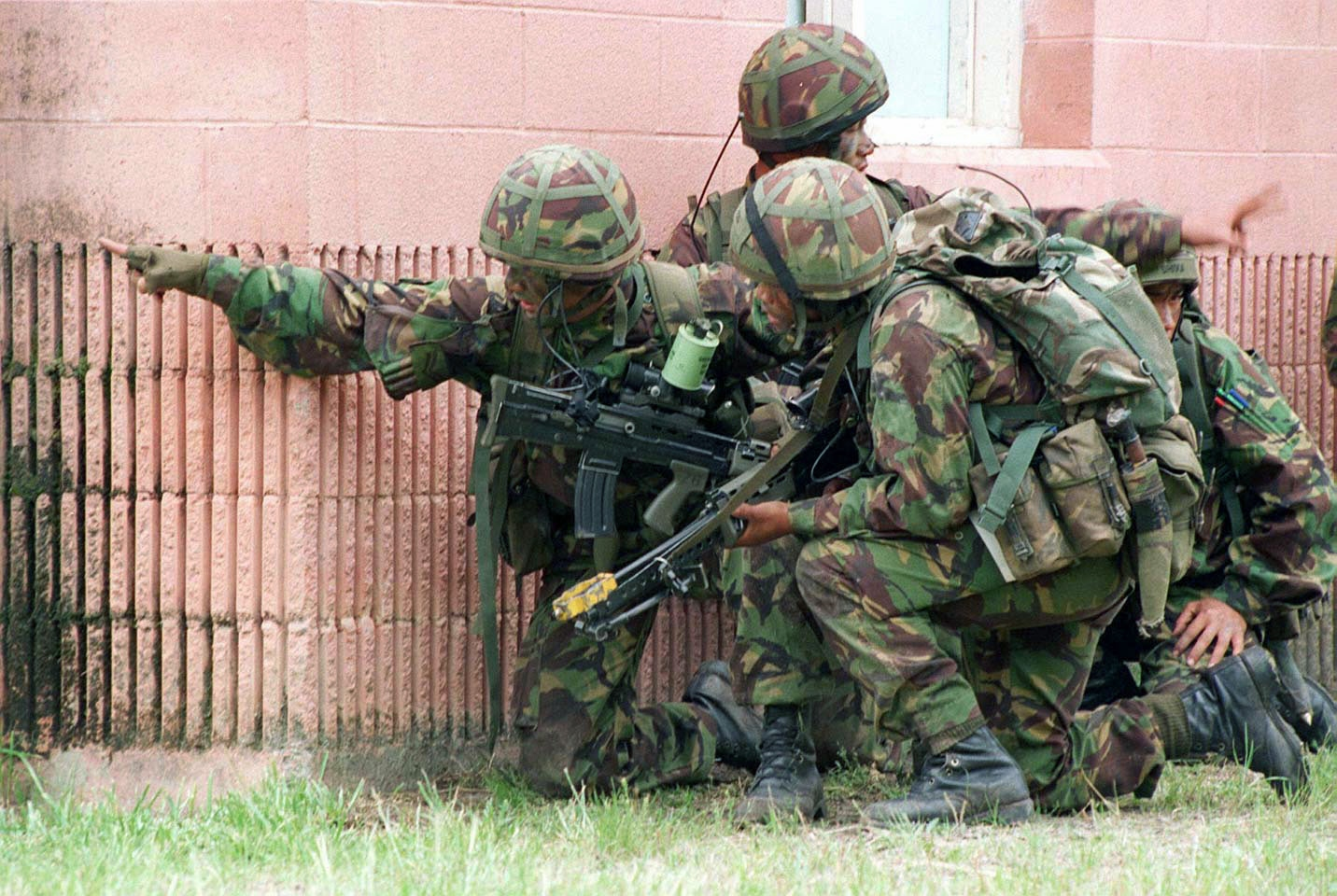
Britische Soldaten mit Mk. 6 mit Stoffüberzügen im Muster Disruptive Pattern Material

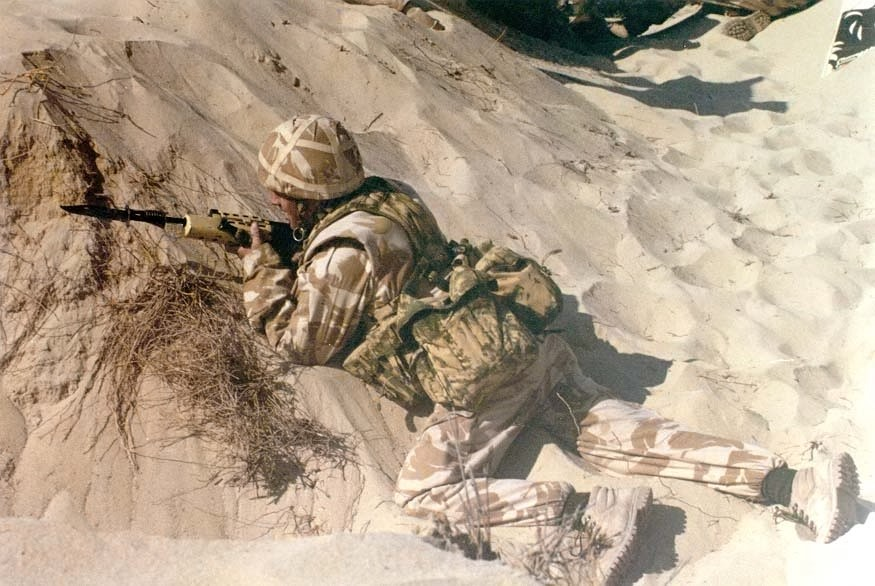
Ein britischer Soldat mit einem Mk. 6 mit Wüstentarn während des zweiten Golfkriegs

Der Mk.-6-Helm und sein Nachfolger, der Mark 6A, sind die Standardhelme der britischen Streitkräfte. Der Mk. 6 ersetzte den Mk. III bzw. den Mk. 5 ab 1986. Bei der Konzeption des Helms wurde darauf geachtet, dass in den neuen Helm ein leistungsfähiger Gehörschutz und Kommunikationselektronik integriert werden kann. Außerdem sollten die Soldaten unter dem aufgesetzten Helm Gasmasken tragen können. Der Helm wird von NP Aerospace hergestellt. Die Standardausführung des Helms ist in einem dunklen Grün gehalten. Entsprechend den verschiedenen Einsatzgebieten verwendet die britische Armee Stoffüberzüge mit entsprechendem Tarnmuster (Wüstentarn, Wintertarn etc.). Für Einsätze unter dem Kommando der UN stehen blaue Stoffüberzüge zur Verfügung. Der Spitzname des Helms unter den Soldaten ist „Bowler hat“.
Der Mk. 6 besteht nicht – wie oft behauptet – aus Kevlar, sondern aus „ballistischem Nylon“.

## Mk. 6A
Seit 2005 wird der Mk. 6 nach und nach durch die verbesserte Version Mk. 6A ersetzt, wobei die beiden Helme äußerlich kaum voneinander zu unterscheiden sind. Kämpfende bzw. im Ausland stationierte Einheiten werden bevorzugt mit dem neuen Helm ausgestattet. Der Mk. 6A wird wiederum von NP Aerospace hergestellt. Der Mk. 6A bietet verbesserten Schutz vor Splittern und Projektilen, ist allerdings auch etwas schwerer.